# Marc Willers
Marc Willers (né le 11 septembre 1985 à Cambridge) est un coureur cycliste néo-zélandais, spécialiste du bicycle motocross (BMX).

## Biographie
Aux Jeux olympiques d'été de 2008, il est éliminé en demi-finales de l'épreuve de BMX.
Il est sélectionné pour représenter la Nouvelle-Zélande aux Jeux olympiques d'été de 2012. Il participe à l'épreuve de BMX. Lors de la manche de répartition, il réalise le dixième temps des engagés. En quarts de finale, il termine premier de sa série et se qualifie pour les demi-finales. Lors de celles-ci disputées sur trois courses, il termine 8e et 8e des deux premières manches. Il ne prend pas le départ de la troisième manche et se classe huitième au général de sa série. Il est éliminé et ne dispute pas la finale réservée aux quatre premiers de chaque série.

## Palmarès en BMX

### Jeux olympiques
- Pékin 2008
  - 15e du BMX
- Londres 2012
  - Éliminé en demi-finales du BMX

### Championnats du monde
- 2008
  - 29e du championnat du monde de BMX
- 2009
  - 29e du championnat du monde de BMX
- 2010
  - 6e du championnat du monde de BMX
- 2011
  -  Médaillé de bronze du championnat du monde de BMX
- 2013
  -  Médaillé d'argent du championnat du monde de BMX

### Coupe du monde
- 2007 : vainqueur d'une manche (Fréjus)
- 2008 : 15e
- 2009 : 38e
- 2010 : 7e
- 2011 : 2e, vainqueur de deux manches (Londres et Papendal)
- 2012 : 12e
- 2014 : 16e
- 2015 : 44e